# Ploštička březová
Ploštička březová (Kleidocerys resedae) je druh ploštice z čeledi Lygaeidae. Vyskytuje se v Evropě a severní Asii (kromě Číny) a Severní Americe.

## Poddruhy
Ploštička březová má čtyři podruhy:
- Kleidocerys resedae flavicornis (Duda, 1885)
- Kleidocerys resedae fuscomaculatus Barber, 1953
- Kleidocerys resedae geminatus (Say, 1831)
- Kleidocerys resedae resedae (Panzer, 1793)